# Proßegg
Proßegg, auch Prossegg, ist eine Fraktion der Gemeinde Matrei in Osttirol. Die Ortschaft liegt im Tauerntal und wurde 2024 von 176 Menschen bewohnt.

## Geographie
Proßegg liegt rund eineinhalb Kilometer nordwestlich des Ortszentrums von Matrei am nordwestlichen Ende des Matreier Talkessels und wird durch eine Straße erschlossen, die vom Zentrum des Marktes, vorbei an Schloss Weißenstein über den Weiler Kaltenhaus bis nach Proßegg führt. Der Ortsanfang von Proßegg liegt dabei direkt an der Brücke über den Tauernbach in einer Höhe von 945 Metern. Der Ort gruppiert sich in der Folge entlang der über den Tauernbach weiterführenden Straße, die das Ortszentrum auch mit den abgelegeneren Höfen Angerlis und Oberproßegg im Norden verbindet. Proßegg ist Teil der Katastralgemeinde Matrei in Osttirol Land.

## Geschichte
Der Name Proßegg wird auf das slowenische Wort presek zurückgeführt, das im Forstwesen die Bedeutung „Durchhieb“ oder „Durchhau“ einnimmt (vgl. Prosecco (Prosek), Stadtteil von Triest, Namensgeber der gleichnamigen Rebenherkunft). Auch kann Proßegg vom Wort preseka abgeleitet sein, das für eine durchgehauene, gelichtete Strecke im Wald, eine Hecke, einen lebendigen Zaun oder einen Graben zur Sammlung von Wasser steht. 1869 bestand Proßegg aus 16 Häusern, in denen 101 Menschen lebten. Die nahe Prosseggklamm, die der Tauernbach nach der letzten Eiszeit in den Fels fraß, wurde erst am Anfang des 20. Jahrhunderts erschlossen. Auf Initiative des Deutschen und Österreichischen Alpenvereins schuf man in zwölfjähriger Arbeit einen Wanderweg durch die Klamm, wobei sich auch Pioniere der k. k. Armee an den Arbeiten beteiligten. In der Prosseggklamm wurde auch das erste große Elektrizitätskraftwerk der Gemeinde Matrei errichtet, wobei ab 1920 zunächst das Wasser des Steinerbaches genutzt wurde. Insgesamt wurde das Gemeindekraftwerk dreimal erweitert und 1979 von der TIWAG übernommen. Zwischen 1943 und 1969 versorgte es auch das Virgental.

## Bauwerke und Sehenswürdigkeiten

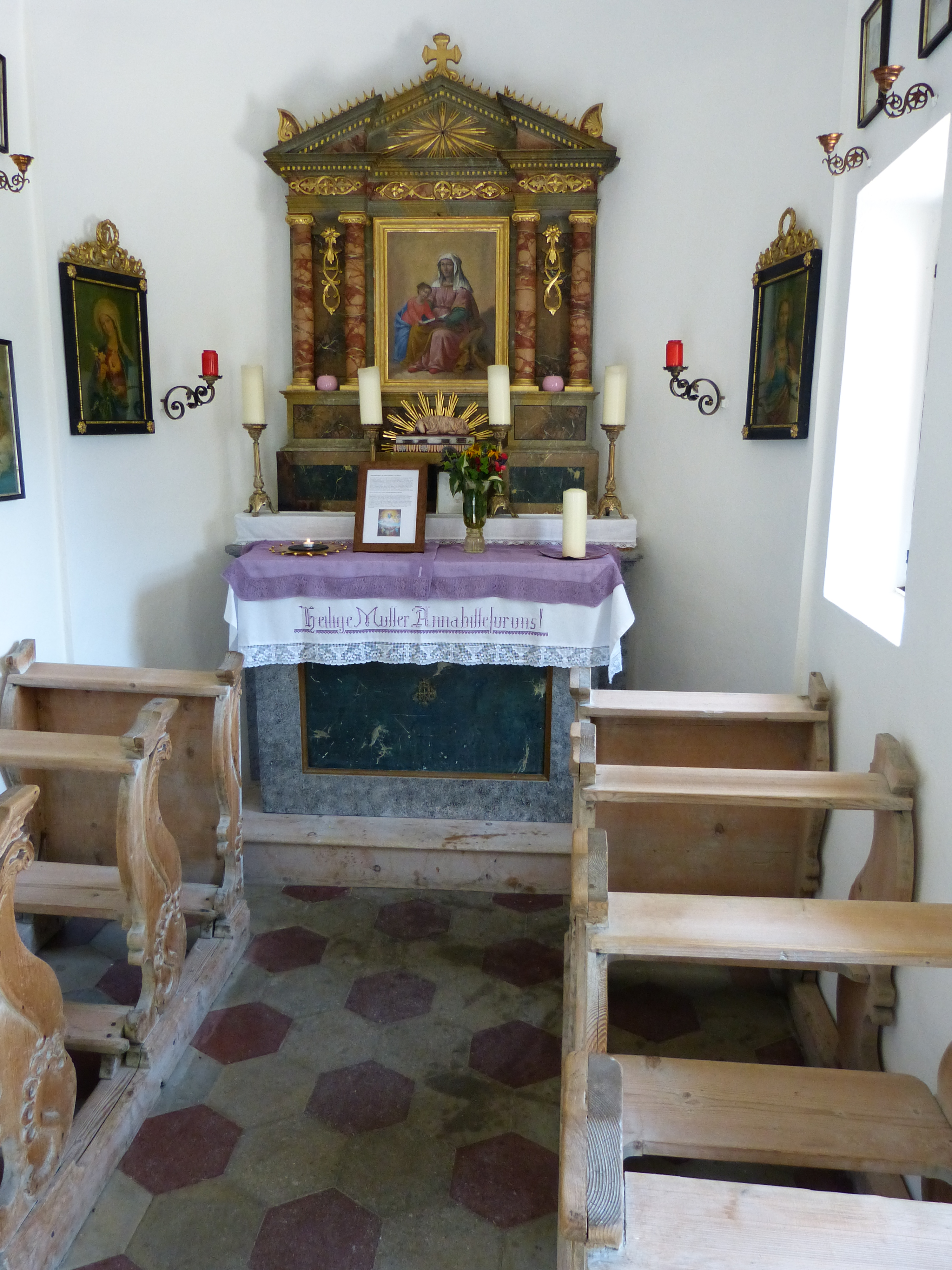
Inneres der Annakapelle, Proßegg

In Proßegg bestehen drei Kapellen. Die älteste Kapelle ist die Annakapelle, die 1881 am früheren Hauptweg ins Tauerntal errichtet wurde. Die Annakapelle verfügt über einen rechteckigen Grundriss mit Apsis und ist mit einem steilen, schindelgedeckten Satteldach eingedeckt. Das Satteldach ist über der Apsis von Kugeln mit Kreuzen gekrönt, über dem Giebel befindet sich zudem ein Strahlenkranz. Die Außenwände der Kapelle sind mit weißem Rauputz verputzt, wobei die Kapelle an der Eingangsseite neben dem rechteckigen Portal über ein Sichtfenster verfügt und an der westlichen Längsseite zudem von zwei rechteckigen Fenstern durchbrochen ist. Die Decke des Innenraums wird durch ein Tonnengewölbe gebildet, das klassizistische Altärchen stammt aus der zweiten Hälfte des 19. Jahrhunderts. Das Altarbild zeigt dabei die heilige Anna, die Maria das Lesen beibringt. Zudem ist die Kapelle mit durch Schnitzereien verziertem Gestühl bestückt und verfügt über Kreuzwegbilder, Gemälde und zahlreiche Votivbilder.
Inmitten von Proßegg liegt hingegen die Marienkapelle, auch Proßegger Kirchl, genannt. Sie wurde 1950 erbaut und ersetzte eine Kapelle, die bereits 1863 in nächster Nähe errichtet worden war. Dabei folgte der Neubau im äußeren weitgehend der Vorgängerkapelle. Die Marienkapelle, die einzige größere Holzkapelle Matreis, verfügt wie über einen rechteckigen Grundriss, ein Schindeldach sowie einen polygonalen Schluss und wurde auf einem hohen Felssockel erbaut. Erreichbar ist die Kapelle über die giebelseitig angebrachten Stufen. Das Satteldach wird am Eingangsportal von einem verschindelten Dachreiter mit Kreuz und Glocke gekrönt. Das Innere der Kapelle wurde mit Holz verkleidet, wobei der Dachstuhl offen gelassen wurde. Die Ausstattung der Kapelle stammt vor allem aus dem 19. Jahrhundert, wobei sich auf dem Altarbild eine Darstellung der Schutzmantelmadonna aus dem Jahre 1948 befindet. Den Altarbild schmücken zudem kleine Holzfiguren, die den heiligen Chrysanth und den heiligen Sebastian zeigen.
Die Kapelle der Heiligen Helena und Antonius, auch Schapperkirchl genannt, liegt am rechten Ufer des Tauernbachs in einer Wiese. Sie wurde 1925 von Jakob Ortner errichtet und ersetzte einen älteren Vorgängerbau, der dem heiligen Antonius geweiht war. Ortner ließ die Kapelle als Andenken an seine Söhne Phillip und Johann errichten, nachdem sein Sohn Phillip 1915 im Krieg gegen Russland gefallen war und sein Sohn Johann 1923 beim Heuziehen verunglückte. Am 10. Jänner 1926 wurde die Kapelle von Dekan Mair geweiht. Wie die Marienkapelle verfügt auch dieser Bau über einen rechteckigen Grundriss, ein Schindeldach sowie einen polygonalen Schluss. Dabei ist das Schindeldach hier eingangsseitig von Kugel, Kreuz und Wetterhahn gekrönt. Der Eingang selbst wurde durch ein korbbogiges Portal geschaffen, die Längswände sind durch Rundbogenfenster durchbrochen. Das Innere der Kapelle verfügt über ein Tonnengewölbe über einem Profilgesims. Der hölzerne Altar verfügt über ein Altarbild der heiligen Helena und hölzerne Figuren eines Papstes (möglicherweise der heilige Sylvester) sowie der Maria mit Kind. Zudem wurde der Altar mit Figuren der Apostel Paulus und Petrus geschmückt. Der Kreuzweg der Kapelle wurde aus Drucken des späten 19. Jahrhunderts gefertigt.